# Bimal Roy
Bimal Roy (Bengalisch: বিমল রায়, Bimal Rāy; * 12. Juli 1909 in Dhaka; † 7. Januar 1966 in Mumbai) war ein indischer Filmregisseur, Produzent und Kameramann. Er ist ein Vertreter des Neorealismus und dominierte die 1950er Jahre des Hindi-Films. Er gehört zu den erfolgreichsten indischen Filmschaffenden.

## Leben und Wirken
Bimal Roy entstammte einer wohlhabenden bengalischen Familie. Er arbeitete zunächst in den 1930er Jahren als Kameramann und war an der Produktion von P. C. Baruas Devdas (1936) beteiligt. Sein Regiedebüt hatte Roy 1944 mit einem bengalischen Film. 1952 ging er nach Mumbai und begann für die Bombay Talkies zu arbeiten, jedoch bereits im folgenden Jahr gründete er seine eigene Produktionsfirma.
Mit Do Bigha Zamin hatte er 1953 durchschlagenden Erfolg bei der Filmkritik, auch international; der kommerzielle Erfolg war moderat. Der neorealistische Film mit Balraj Sahni in der Hauptrolle katapultierte Bimal Roy in die erste Reihe der indischen Regisseure und brachte ihm seinen ersten Filmfare Award, er wurde in den Kategorien Bester Film und Beste Regie prämiert.
1955 drehte er ein Remake von Devdas mit Dilip Kumar, Vyjayantimala und Suchitra Sen. Für die kommerzielle Schiene des Mainstream-Bollywood schuf Roy 1958 Madhumati nach dem Drehbuch von Ritwik Ghatak und mit der Musik von Salil Choudhury (Filmfare Award/Beste Musik). Der Song Aaja re Pardesi hieraus gehört zu den besten gesungen von Lata Mangeshkar.
Danach wendete sich Bimal Roy wieder dem Realismus zu und drehte mit Nutan in der Hauptrolle Sujata (1959, mit Sunil Dutt), ein Film über Kastenvorurteile, und das Drama Bandini (1963, mit Ashok Kumar und Dharmendra), das in subjektiven Rückblenden die Geschichte einer des Mordes aus Eifersucht angeklagten Gefangenen erzählt.
Bimal Roy starb 1966 nach langer schwerer Krankheit. Er ist siebenfacher Preisträger des Filmfare Awards für die Beste Regie. Seine Filme brachten den Schauspielern Meena Kumari,  Dilip Kumar, Kamini Kaushal und Nutan ebenfalls Filmfare Awards.
1989 schrieb seine Tochter Rinki Bhattacharya eine Monografie über ihn. Im Jahr 2007 veröffentlichte sein Sohn Joy Roy mit Remembering Bimal Roy die erste Filmdokumentation über ihn.

## Auszeichnungen
- Filmfare Awards
  - 1953 Do Bigha Zamin (Zwei Hektar Land) – Bester Film, Beste Regie
  - 1954 Parineeta – Beste Regie, Beste Hauptdarstellerin
  - 1955 Biraj Bahu – Beste Regie, Beste Hauptdarstellerin
  - 1956 Devdas – Bester Hauptdarsteller, Bester Nebendarsteller, Beste Nebendarstellerin
  - 1958 Madhumati – Bester Film, Beste Regie, Bester Nebendarsteller, Beste Musik
  - 1959 Sujata – Bester Film, Beste Regie, Best Hauptdarstellerin
  - 1960 Parakh – Beste Regie, Bester Nebendarsteller
  - 1963 Bandini – Bester Film, Beste Regie, Beste Hauptdarstellerin

## Filmografie (nur Regie)
- 1941: Tins for India (Dokumentarfilm)
- 1943: Bengal Famine (Dokumentarfilm)
- 1944: Hamrahi
- 1944: Udayer Pathey
- 1948: Anjangarh
- 1949: Mantramugdha
- 1950: Pehla Aadmi
- 1952: Maa
- 1953: Zwei Hektar Land (Do Bigha Zamin)
- 1953: Parineeta
- 1954: Naukri
- 1954: Biraj Bahu
- 1954: Baap Beti
- 1955: Devdas
- 1958: Madhumati
- 1958: Yahudi
- 1959: Sujata
- 1960: Parakh
- 1961: Immortal Stupa (Dokumentarfilm)
- 1962: Prem Patra
- 1963: Bandini
- 1964: Benazir
- 1964: Life and Message of Swami Vivekananda (Dokumentarfilm)
- 1967: Gautama the Buddha (Dokumentarfilm)